# Автомагістраль М1 (Угорщина)
Автомагістраль М1 (угор. M1-es autópálya) — платна автомагістраль на північному заході Угорщини, що з'єднує Будапешт з Дьйором і Віднем. Перша ділянка автомагістралі була відкрита в 1970-х роках і досягла австрійського кордону в Гедьєшаломі в 1996 році. Проходить по трасі старої односмугової траси Маршрут 1.

## Графік відкриття

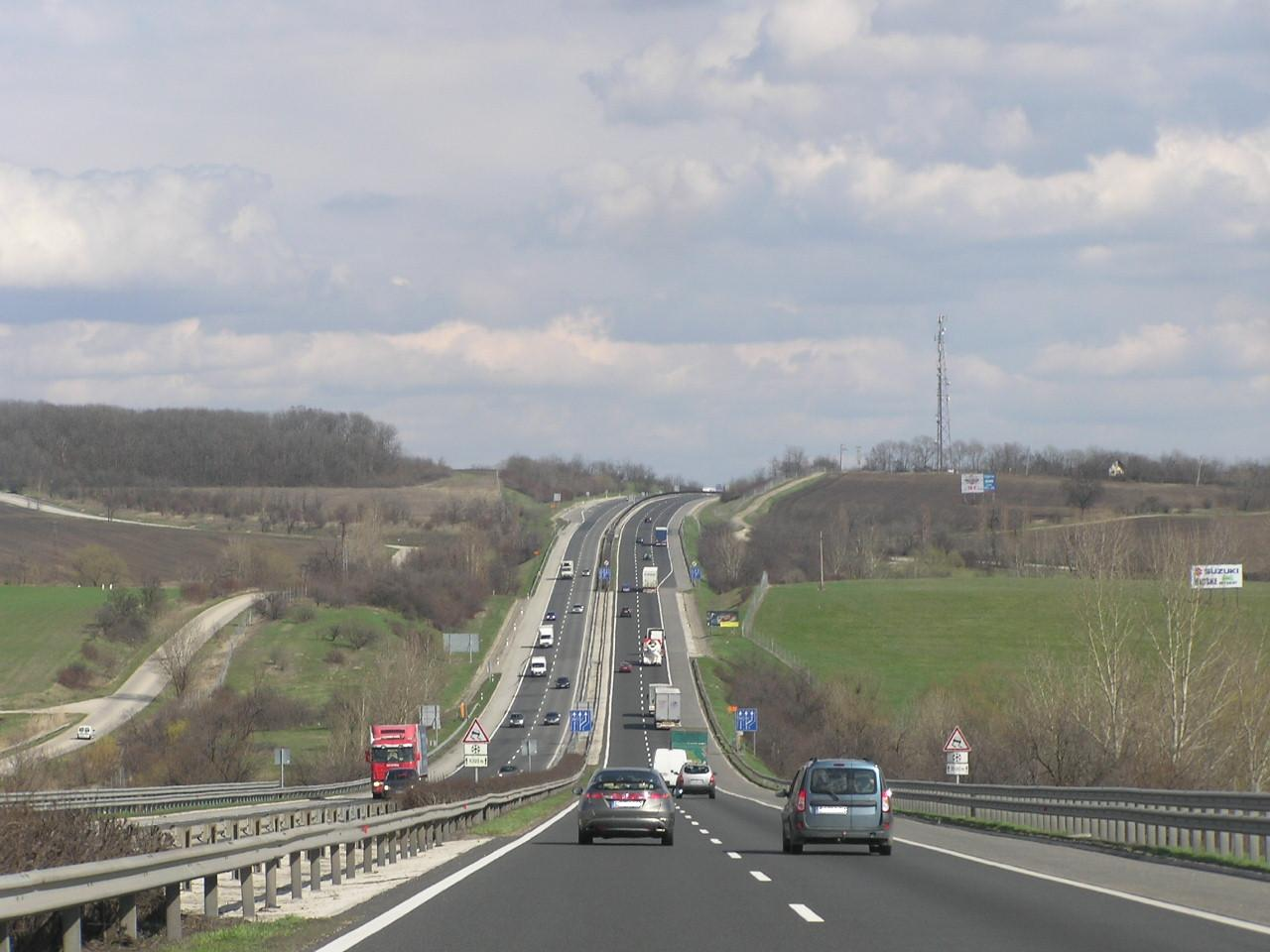
Автомагістраль між горами Вертеш і Герече

- Будапешт – Будайорш (7 і 12 км): 1964 - напівпрофіль; (у 1978-79 роках ця ділянка була розширена 2х3 пров.)
- Будайорш – Будакесі (4 км): 1981 - напівпрофіль; (цей розділ було розширено в 1986 році)
- Будакесі – Жамбек (9 км): 1986 рік
- Жамбек – Біцке (13 км): 1985 рік
- Біцке – Татабанья – північ (28 км): 1982 рік
- Татабанья-північ – Комаром (20 км): 1975 - напівпрофіль; (у 1990 році ця ділянка була розширена 2х2 пров.)
- Комаром – Дьйор - схід (19 км): 1977 - напівпрофіль; (у 1990 році ця ділянка була розширена 2х2 пров.)
- Дьйор-схід – Дьйор-Менфьочанак (8 км): 1994 рік
- Дьйор-Менфьочанак – Дьйор-захід (14 км): 1994 рік
- Дьйор-захід – Хедьєшалом-схід (42 км): 1996 рік
- Хедьєшалом-схід – Прикордонний пункт Австрії (6 км): 1982[1] - напівпрофіль; ця ділянка діяла як частина дороги 1 до 1996 року

## Дивись також
- Автошляхи Угорщини
- Транспорт Угорщини
- Мережа європейських автошляхів